# Raaf (sterrenbeeld)

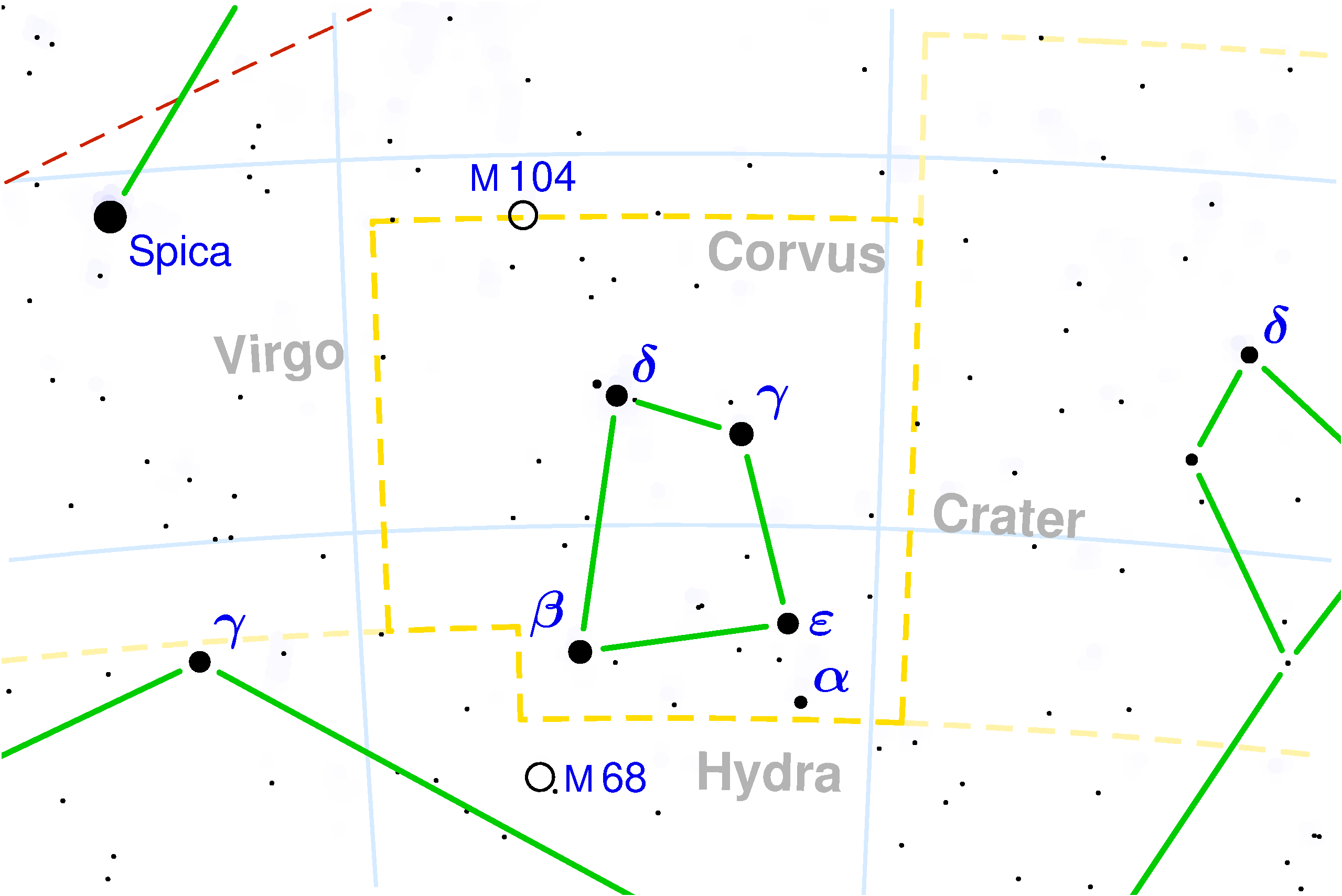
Kaart van het sterrenbeeld Raaf.

Raaf (Corvus, afkorting Crv) is een klein sterrenbeeld aan de zuiderhemel, liggende tussen rechte klimming 11u54m en 12u54m en tussen declinatie −11° en −25°.

## Sterren
(in volgorde van afnemende helderheid)
- Gienah Ghurab (γ, gamma Corvi)
- Kraz  (β beta Corvi)
- Algorab (δ, delta Corvi)
- Minkar (ε, epsilon Corvi)
- Alchiba (α, alpha Corvi)

## Telescopisch waarneembare objecten

### New General Catalogue(NGC)
NGC 4024, NGC 4027, NGC 4033, NGC 4035, NGC 4038, NGC 4039, NGC 4050, NGC 4094, NGC 4114, NGC 4177, NGC 4188, NGC 4225, NGC 4263, NGC 4265, NGC 4329, NGC 4361, NGC 4462, NGC 4524, NGC 4714, NGC 4722, NGC 4723, NGC 4724, NGC 4726, NGC 4727, NGC 4740, NGC 4748, NGC 4756, NGC 4763, NGC 4782, NGC 4783, NGC 4792, NGC 4794, NGC 4802, NGC 4804

### Index Catalogue (IC)
IC 761, IC 766, IC 785, IC 786, IC 806, IC 807, IC 829, IC 3799, IC 3819, IC 3822, IC 3824, IC 3825, IC 3827, IC 3831, IC 3833, IC 3834, IC 3838

## Bezienswaardigheden
- Het Antennestelsel is een koppel interagerende balkspiraalstelsels op ca. 65 miljoen lichtjaar van de Aarde verwijderd.
- NGC 4027 is een bijzonder balkspiraalstelsel (op 7 februari 1785 ontdekt door de Duits-Britse astronoom William Herschel). Dit stelsel heeft een geprononceerde arm die er op een ongewone manier veel groter uitziet dan de andere spiraal armen.
- NGC 4361 is een planetaire nevel die op 7 februari 1785 werd ontdekt. Deze nevel is op een afstand van 2500 lichtjaar van de Aarde verwijderd, en is bekend als de Smoke Ring Nebula.
- J. Wagoner's Stargate is een telescopisch asterism ten zuidwesten van Messier 104 (Sombrero Galaxy) in het nabijgelegen sterrenbeeld Maagd. De Stargate (in het sterrenbeeld Raaf) bevat de dubbelster Σ 1659.

## Aangrenzende sterrenbeelden
(met de wijzers van de klok mee)
- Maagd (Virgo)
- Beker (Crater)
- Waterslang (Hydra)